# Oh Hyun-young
Oh Hyun-young (16 de octubre de 1989) es una luchadora surcoreana de lucha libre. Logró la 17.ª posición en el Campeonato Mundial de 2015. Ganó una medalla de bronce en Campeonato Asiático de 2016. Obtuvo el 3.º lugar en Campeonato Asiático de Juniores de 2008.